# پاندروسا (کالیفرنیا)
پاندروسا (به انگلیسی: Ponderosa) یک منطقهٔ مسکونی در ایالات متحده آمریکا است که در شهرستان تولار، کالیفرنیا واقع شده‌است. پاندروسا ۲٫۱۰۸ کیلومتر مربع مساحت و ۱۶ نفر جمعیت دارد و ۲٬۲۰۴٫۰۴ متر بالاتر از سطح دریا واقع شده‌است.